# Scooby-Doo y la leyenda del vampiro
Scooby-Doo and the Legend of the Vampire (Scooby-Doo y la leyenda del vampiro en países hispanoparlantes) es una película de comedia de terror animada directa a vídeo de 2003, y la quinta de una serie de películas directas a video basadas en los dibujos animados de Scooby-Doo los sábados por la mañana. Se completó en 2002 y se lanzó el 14 de mayo de 2003 y fue producida por Warner Bros. Animation, pero incluyó un copyright de Hanna-Barbera Cartoons, Inc..
Es la primera película de Scooby-Doo directo a vídeo que tiene el estilo de animación más plano y brillante de la serie desde ¿Qué hay de nuevo, Scooby-Doo?, partiendo del sombreado más oscuro y los efectos utilizados en las cuatro películas lanzadas anteriormente, la primera en regresar al formato original donde el monstruo no es real y la primera en volver a un tono más claro que el de las películas anteriores y más oscuras de Scooby hechas para vídeo.
Esta película sirvió como el primer esfuerzo de producción animada en solitario de Joseph Barbera sin su compañero de mucho tiempo William Hanna (quien murió el 22 de marzo de 2001 debido a un cáncer de garganta) y es una de las dos películas directas a video para reunir la voz clásica sobreviviente de 1970-73. elenco formado por Frank Welker, Casey Kasem, Nicole Jaffe y Heather North. Desde que Don Messick (la voz original de Scooby) murió en 1997, Welker proporciona la voz de Scooby (además de la voz de Fred Jones).

## Argumento
La película tiene lugar en Australia, donde se está organizando el "Festival de Música de Roca del Vampiro" cerca de la Roca del Vampiro, una formación rocosa con forma de cabeza de vampiro. Hay una leyenda de un vampiro llamado Yowie Yahoo, que vive en la roca. Mucha gente está emocionada por el evento, pero algunos no creen que deba realizarse porque enojaría a Yowie Yahoo. Una de esas personas es Malcolm Illiwara, a pesar de que su nieto Daniel es el director del concurso. Una noche, mientras Malcolm y Daniel miran a un artista que seguramente ganará llamado el Maravilloso Matt, aparece Yowie Yahoo. El Yowie Yahoo y sus tres secuaces vampiros capturan al Maravilloso Matt y se lo llevan. Todos están asustados y Malcolm culpa al concurso por lo sucedido.
Mientras tanto, Scooby-Doo y la pandilla Misterio a la Orden llegaron a Australia en barco desde los Estados Unidos para pasar unas vacaciones después de resolver el misterio de los contrabandistas de serpientes marinas en su crucero por el Pacífico. Hay una escena censurada la cual causó polémica, pues Shaggy bebió licor y se emborracha, mientras Daphne estaba en la piscina. Después de ver varios lugares de interés en Sídney, la pandilla decide ir al interior y ver el Festival de Música de Roca del Vampiro. Cuando llegan, se encuentran con las Hechiceras, (la banda que la pandilla había conocido antes en Scooby-Doo y el fantasma de la bruja y desde entonces se han hecho amigos cercanos) quienes son el acto de apertura. También ven a Daniel, Malcolm y al socio de Daniel, Russell. Malcolm intenta advertir a Daniel sobre lo sucedido y se marcha. Daniel les dice que la mayoría de los artistas se han ido porque les tienen demasiado miedo a los vampiros. Daniel y Russell luego les cuentan sobre Tornado, un grupo musical que actuó en el Festival de Música de Roca del Vampiro el año anterior. Aunque Tornado tuvo una gran actuación, solo obtuvieron el tercer lugar. Luego fueron a la Roca del Vampiro al campamento, pero nunca más se supo de ellos. Se cree que los miembros de Tornado - Cránero, Tormenta y Relámpago - han sido convertidos en vampiros por Yowie Yahoo. Daniel dice que no lo cree, pero luego Russell le recordó que los tres vampiros que estaban con Yowie Yahoo cuando secuestró al Maravilloso Matt se parecían a los miembros de Tornado.
Fred decide que la mejor manera de resolver el misterio es participar en el concurso como banda, para que Yowie Yahoo los capture. Russell es escéptico, pero Daniel cree que es una buena idea. Las Hechiceras los hacen parecer estrellas de rock, y pronto están en el escenario. Mientras practican (pero no muy bien), un carrito de golf se les acerca. En él están Jasper Ridgeway, un mánager engreído, y su banda, Mal Agüero. Critican el juego de la pandilla y los obligan a salir del escenario para que puedan practicar. Luego, la pandilla se entera de que Jasper fue una vez el gerente de Tornado. Jasper dice que Tornado fue la mejor banda que jamás haya dirigido y todavía está triste por su desaparición. Luego se queja de la cabeza y el campamento, y regresa a su remolque, dejando a su banda para practicar. La pandilla empieza a sospechar de Jasper y piensa que podría haber hecho que su banda se hiciera pasar por vampiros y se deshiciera de todos los demás artistas. Se separaron, Fred, Vilma y Daphne fueron al tráiler de Jasper y Shaggy y Scooby se quedaron en los puestos de comida.
En el tráiler, Fred, Vilma y Daphne descubren que Jasper tiene muchos recuerdos de Tornado, incluidos los antiguos trajes de escenario de los miembros de la banda. También se preguntan por qué Jasper no vino a su tráiler (ya que ellos estuvieron allí); cuando dijo que iba a hacerlo. Mientras tanto, Scooby y Shaggy son perseguidos por los vampiros de Tornado alrededor de los puestos de concesión, pero en algún momento los pierden. Terminan de vuelta en el escenario, donde los miembros de Mal Agüero están ensayando. Allí, son testigos de cómo Yowie Yahoo y los Vampiros Tornado capturan a Mal Agüero de la misma manera que capturaron al Maravilloso Matt. Le dicen a los demás. Jasper está triste porque se han ido, pero luego dice que no debería haber regresado a su remolque, cuando en realidad nunca estuvo allí. Fred decide que todos deben dormir en el mismo lugar, para que no se lleven a nadie.
Durante la noche, llega una banda llamada Los Esqueléticos. Dicen que se han quedado en la Roca del Vampiro, pero no han visto ninguno. Jasper se olvida rápidamente de los malos presagios y le pregunta a Los Esqueléticos si querían que él fuera su mánager, lo que hace que la pandilla sospeche. Al día siguiente, la pandilla y Daniel van a ver a Malcolm. Explica cómo Tornado fueron unos tontos al entrar en la Roca del Vampiro. También dice que los vampiros odian el sol, no pueden correr sobre el agua corriente y no se los puede ver en una imagen. Más tarde esa noche, las Hechiceras comienzan las cosas. Sin embargo, los vampiros Yowie Yahoo y Tornado aparecen y capturan a las Hechiceras. La multitud piensa que fue un acto, pero la pandilla decide investigar la roca.
En el interior, Fred, Vilma y Daphne encuentran muchos equipos de efectos especiales como ventiladores y luces. Sin embargo, encuentran a los Vampiros Tornado y son perseguidos. Scooby y Shaggy quedan atrapados por un grupo de dingos. El sonido de Fred, Vilma y Daphne corriendo asusta a los dingos, pero luego toda la pandilla queda atrapada por los vampiros y Yowie Yahoo. La pandilla puede evitarlos hasta que salga el sol. El sol se refleja en el collar de Scooby-Doo, que brilla sobre el Yowie Yahoo y lo destruye. Sin embargo, los Vampiros Tornado no se ven afectados por el sol ni por correr sobre el agua, y persiguen a la pandilla. Los Vampiros Tornado los persiguen hasta que la pandilla y Daniel desatan una trampa y capturan a los "vampiros". Jasper y Daniel están confundidos, pero la pandilla lo sabe. Después de salpicar agua en la cara para deshacerse del maquillaje, la pandilla muestra que eran Los Esqueléticos y Russell. Daniel y Jasper se sorprenden, pero se sorprenden aún más cuando se muestra que Los Esqueléticos y Russell son realmente los miembros de Tornado enmascarados. Explican cómo querían comenzar su carrera, por lo que se hicieron pasar por muertos y planeaban actuar nuevamente. Usaron efectos especiales para hacer el Yowie Yahoo y equipo de escalada para volar. Cuando se les preguntó acerca de los artistas desaparecidos, dijeron que los enviaron a excursiones gratuitas de buceo en la Gran Barrera de Coral. Luego aparecen las Hechiceras y Malcolm. Las Hechiceras dicen que las dejaron en el interior porque no querían el viaje, pero Malcolm las encontró.
Los miembros de Tornado son arrestados y enviados a la cárcel. Daniel se da cuenta de que, dado que todas las demás bandas están fuera de la competencia, eso hace que Scooby y la pandilla sean los ganadores por default. La película termina con la pandilla actuando ante la multitud que lo anima y obteniendo el nombre de su banda, Los Entrometidos, junto con las Hechiceras.

## Reparto
| Personaje                           | Actor de voz Estados Unidos | Actor de doblaje · Venezuela                                         |
| ----------------------------------- | --------------------------- | -------------------------------------------------------------------- |
| Scooby-Doo                          | Frank Welker                | Antonio Gálvez                                                       |
| Fred Jones                          | Frank Welker                | Luis Alfonso Padilla                                                 |
| Shaggy Rogers                       | Casey Kasem                 | Arturo Mercado                                                       |
| Daphne Blake                        | Heather North               | Yolanda Vidal                                                        |
| Vilma Dinkley                       | Nicole Jaffe                | Irene Jiménez                                                        |
| Daniel Illiwara                     | Phil LaMarr                 | Igor Cruz                                                            |
| Malcolm Illiwara                    | Kevin Michael Richardson    | Paco Mauri                                                           |
| Espina                              | Jennifer Hale               | Claudia Motta                                                        |
| Luna                                | Kimberly Brooks             | Gabriela Guzmán                                                      |
| Niebla                              | Jane Wiedlin                | Mayra Arellano                                                       |
| Queen                               | Jennifer Hale               | Gloria Obregón                                                       |
| King                                | Phil LaMarr                 | Esteban Desco                                                        |
| Russell/Dark Skull                  | Michael Neil                | Óscar Flores (Russell) Gustavo Melgarejo (Dark Skull)                |
| Yowie Yahoo                         | Kevin Michael Richardson    | Óscar Flores                                                         |
| Jasper Ridgeway                     | Jeff Bennett                | Andrés García                                                        |
| Stormy Weathers y Lightning Strikes | Tom Kenny                   | Héctor Moreno (Stormy Weathers) Roberto Mendiola (Lightning Strikes) |
| Insertos                            | N/D                         | Antonio Gálvez                                                       |

## Personajes
- Frank Welker como Scooby-Doo y Fred.
- Casey Kasem como Shaggy.
- Nicole Jaffe como Velma.
- Heather North como Daphne.
- Phil LaMarr como Daniel Illiwara.
- Jeff Bennett como Jasper Ridgeway.
- Kevin Michael Richardson como Malcolm Illiwara y el Yowie Yahoo.
- Jennifer Hale como Thorn.
- Jane Wiedlin como Dusk.
- Kimberly Brooks como Luna.
- Michael Neill como Russell/Dark Skull.
- Tom Kenny como Harry/Stormy Weathers y Barry/Lightning Strikes.

## Transmisión
| Cadena                                                   | Canal                     | Fecha de transmisión                                                     | País                                                              |
| -------------------------------------------------------- | ------------------------- | ------------------------------------------------------------------------ | ----------------------------------------------------------------- |
| Turner Broadcasting System, Inc. (a Time Warner company) | Cartoon Network Boomerang | 12 de mayo de 2013 (Cartoon Network) 13 de diciembre de 2014 (Boomerang) | Bandera de México · Bandera de la Unión de Naciones Suramericanas |
| FOX Latin American Channels                              | FOX                       | 31 de octubre de 2005                                                    | Bandera de México · Bandera de la Unión de Naciones Suramericanas |
| Hemisphere Media Group                                   | WAPA TV                   | 11 de abril de 2006                                                      | Bandera de Puerto Rico                                            |
| Televisa                                                 | 5                         | 28 de octubre de 2006                                                    | Bandera de México                                                 |
| Telecorporación Salvadoreña                              | 6                         | 17 de diciembre de 2006                                                  | Bandera de El Salvador                                            |
| Canal 13                                                 | 13                        | 1 de enero de 2007                                                       | Bandera de Chile                                                  |
| Teletica                                                 | 7                         | 23 de marzo de 2008                                                      | Bandera de Costa Rica                                             |
| TV Azteca                                                | Azteca Guate              | 21 de agosto de 2010                                                     | Bandera de Guatemala                                              |
| Frecuencia Latina                                        | Canal 2                   | 18 de octubre de 2014                                                    | Bandera de Perú                                                   |
| Univision                                                | Unimas                    | 14 de junio de 2014                                                      | Bandera de Estados Unidos                                         |